# Miss You/ほほえみの咲く場所
「Miss you/ほほえみの咲く場所」（ミス ユー/ほほえみのさくばしょ）は、AAAの35枚目のシングル。2013年1月23日にavex traxから発売された。

## 概要
- 前作「虹」から約3か月ぶりの発売となる。
- ジャケットA、B、mu-moショップ限定盤A、Bの4形態で発売された。
- 初回限定封入特典（2形態共通）には、8種中1種のトレーディングカードが封入された。
- ライブDVD『AAA TOUR 2012 -777- TRIPLE SEVEN』と同時発売の予定だったが、ライブDVDの発売は2月13日に変更された。
- 店舗での特典として、本作のシングル（ジャケットA(CD+DVD)、ジャケットB(CD only)）いずれかと、ライブDVD（2DVD、2Blu-ray）のいずれかを同時購入すると「B3ポスター」がプレゼントされた。また、AAA Party オフィシャルショップ、mu-moショップでの特典として、店舗同様にして購入（予約）すると「B3ポスター」に加え「え〜パンダ柄イヤフォン・コード巻」がプレゼントされた。
- 「Miss you」のミュージックビデオの監督は末吉ノブである。
- 「Miss you」はレコチョク着うた®ランキング（週間 1月16日 - 1月22日）で第3位を獲得している。

## 収録内容

### ジャケットA
CD
1. Miss you [4:53]
（作詞：MUSOH / Rap詞：Mitsuhiro Hidaka / 作曲：SiZK from ★STAR GUiTAR、MUSOH）
メインヴォーカルは西島・浦田・與・末吉。シングル表題曲で全員メインヴォーカルでないのは『No cry No more』以来。
2. ほほえみの咲く場所 [4:19]
（作詞：Yusuke Toriumi / Rap詞：Mitsuhiro Hidaka / 作曲：Tetsuya_Komuro / 編曲：Tohru Watanabe）
TanoCa限定シングル『Thank you』以来となる小室哲哉提供楽曲。
3. Miss you (Instrumental) [4:53]
4. ほほえみの咲く場所 (Instrumental) [4:13]

DVD
1. Miss you (Music Clip)
2. Miss you (Music Clip Making)

### ジャケットB
CD
1. Miss you  [4:53]
2. ほほえみの咲く場所 [4:19]
3. AAA 2012 SINGLE MEGA MIX (777 〜We can sing a song!〜 - SAILING - Still Love You - 虹) [10:08]
4. Miss you (Instrumental) [4:53]
5. ほほえみの咲く場所 (Instrumental) [4:13]

### mu-moショップ限定盤

#### mu-moショップ限定盤A ver.
CD
1. Miss you
2. ほほえみの咲く場所
3. Think about AAA 7th Anniversary〜season 23〜

#### mu-moショップ限定盤B ver.
CD
1. Miss you
2. ほほえみの咲く場所
3. Think about AAA 7th Anniversary〜season 24〜

## タイアップ
| 曲名               | タイアップ                               |
| ------------------ | ---------------------------------------- |
| Miss you           | H.I.S.「ハッピーハネムーン編」TVCMソング |
| ほほえみの咲く場所 | イトーヨーカドー「kent」TVCMソング       |